# Rocinela oculata
Rocinela oculata är en kräftdjursart som beskrevs av Harger 1883. Rocinela oculata ingår i släktet Rocinela och familjen Aegidae.
Artens utbredningsområde är Mexikanska golfen. Inga underarter finns listade i Catalogue of Life.